# Lance Becker
 (décembre 2020).
Pour les articles homonymes, voir Becker.
Lance B. Becker est un interniste et urgentiste américain, spécialisé dans la recherche fondamentale, clinique et épidémiologique de l'arrêt cardiaque. Il est chef de service au département des urgences médicales de l'hôpital universitaire North Shore de Manhasset, New York. Il dirige le laboratoire de recherche sur les soins intensifs de l'Institut Feinstein pour la recherche médicale (en). Il est membre de l'Académie nationale des sciences des États-Unis ainsi que de l'Académie nationale de médecine des États-Unis. 

## Carrière professionnelle
Il est diplômé en médecine de l'université de l'Illinois à Chicago. Il a terminé sa résidence en médecine interne à l'hôpital et centre médical Michael Reese. Avant d'être nommé chef de service à l'hôpital universitaire North Shore, il a fondé et dirigé le Centre de recherche dans la science de la réanimation de l' université de Pennsylvanie, en plus du Centre de réanimation d'urgence de l' université de Chicago,. Il possède des certifications en médecine interne et en médecine d'urgence.  

## Recherche basique et clinique
Becker est l'auteur et le coauteur de plus de 290 publications scientifiques,. Les recherches de Becker portent sur l'arrêt cardiaque et sa relation causale avec la mort cérébrale. Les recherches fondamentales qu'il a menées se sont concentrées sur la compréhension de la physiopathologie de l'ischémie et des lésions de reperfusion,. Becker a constamment remis en question les « frontières entre la vie et la mort » et le statu quo qu'il établit lorsque quelqu'un peut être déclaré mort et que les activités de réanimation ont donc cessé,. De plus, il mène des recherches fondamentales et cliniques sur l'hypothermie thérapeutique appliquée pour prévenir les lésions cérébrales lors d'un arrêt cardiaque,,. 
En mars 2020, il a publié une étude basée sur une analyse rétrospective des enregistrements vidéo sur les activités de réanimation et l'impact que la critique vidéo pourrait avoir sur les changements que les équipes de réanimation ont connus à la suite de l'examen et de l'analyse critique de leurs activités. Dans cette étude de 2 ans, il a montré une amélioration statistiquement significative du pourcentage de patients qui ont connu un retour spontané de la circulation sanguine. Il s'agit de la première étude de rétroaction vidéo menée sur l'arrêt cardiaque et la réanimation.